# 羅斯福·斯凱里特
罗斯福·斯凯里特（英語：Roosevelt Skerrit，1972年6月8日—），现任多米尼克总理。曾就读于多米尼克国立学院、美国新墨西哥州立大学、密西西比大学，获心理学和英文专业学士学位。曾担任中学教师、公司顾问、国立学院讲师。
2000年当选众议员并任体育和青年事务部长；同年10月任教育和人力资源开发事务部长。2004年1月，总理皮埃尔·查尔斯病逝，斯凯里特继任工党领袖，总理兼财政、计划和加勒比事务部长。2005年5月工党在大选中获胜单独执政，斯凯里特蝉联总理，兼任财政、计划、国家安全和海外公民事务部长；2007年10月内阁调整后，任总理兼财政、社会保障和外交部长。2008年11月，任总理兼财政、社会保障和安全部长。2009年12月领导工党在大选中再次获胜，并于2010年1月宣誓就职，任总理兼财政部、外交部和信息技术部部长。。